# Granada plc
Granada plc (anteriormente llamada Granada Ltd , Granada Group plc y Granada Media plc ) fue un conglomerado británico más conocido como el padre desde 1954 hasta 2004 de Granada Television , con sede en Manchester. La empresa se fusionó con Carlton Communications en 2004 para convertirse en ITV plc . Alguna vez fue un componente del índice FTSE 100 .

## Historia

### Negocio de los medios
Granada tiene sus orígenes en Granada Theatres Ltd de Sidney Bernstein , una compañía de cine fundada en Dover en 1930. La compañía se incorporó como Granada Ltd en 1934, y Granada Theatres Ltd se convirtió en una subsidiaria.  Granada ha cotizado en la Bolsa de Valores de Londres de una forma u otra desde 1935. Se le otorgó la franquicia ITV del norte de Inglaterra en 1954, transmitiendo como Granada Television.  La empresa también estableció una cadena de tiendas de alquiler de televisores desde 1959 en adelante.
Granada ingresó al negocio editorial en la década de 1960: combinó sus operaciones en la editorial Hart-Davis, MacGibbon en 1972. William Collins, Sons adquirió Granada Publishing en 1983. Las ediciones en rústica de Granada Publishing Ltd incluyeron Panther Books , Paladin Books (cofundador en 1966 por Sonny Mehta ),Granada Publishing Ltd included Panther Books, Paladin Books (co-founded in 1966 by Sonny Mehta), Grafton (establecido c. 1981) y Mayflower.
Durante la década de 1980, Granada se involucró en la compañía de televisión por satélite British Satellite Broadcasting . Este salió al aire en marzo de 1990, pero se fusionó con Sky Television plc en noviembre de 1990, para formar British Sky Broadcasting (BSkyB), en la que Granada tuvo una participación minoritaria durante algún tiempo. En 1991, Granada Theatres Ltd fue vendida a Bass . En 1994 Granada adquirió London Weekend Television.  En 1997 adquirió Yorkshire-Tyne Tees Television plc , formando Granada Media Group plc .

Granada también pujó junto con Carlton Communications y BSkyB por una de las licencias de televisión digital terrestre del Reino Unido. Ganaron la licencia, aunque BSkyB fue excluida de la empresa, ONdigital , por motivos de competencia. Salió al aire en 1998, cambió su nombre a ITV Digital en 2001, luego entró en liquidación voluntaria antes de cerrar en 2002.
En 2000, Granada compró los intereses televisivos de United News & Media , que eran Meridian Broadcasting y Anglia Television. Granada se vio obligada a vender el negocio de transmisión de HTV (a Carlton) por razones de competencia, aunque mantuvo el negocio de producción de cadenas de HTV. También adquirió Border Television en 2001, de Capital Radio plc.

### Renta de TV Red Arrow (luego Granada)
Hasta el año 2000, había una cadena comercial muy extendida llamada Granada TV Rental en el Reino Unido, Canadá y Estados Unidos. La sede del Reino Unido estaba originalmente en Manchester. La empresa comenzó su vida como Red Arrow TV Rental, utilizando una versión roja de la flecha que apunta al norte de Granada como logotipo. Esta era una cadena de alquiler de equipos de entretenimiento en el hogar, similar a Radio Rentals and Rediffusion . El pilar del negocio desde finales de la década de 1950 y durante las décadas de 1960 y 1970 fue el alquiler de televisores; durante este período, los receptores de televisión eran caros de comprar y, a menudo, no eran confiables.
En 1978, la empresa amplió sus operaciones al mercado de alquiler de VCR ( grabadoras de videocasetes ) nacionales. Este nuevo artículo para el hogar también era un artículo de alto costo en el entretenimiento en el hogar: por ejemplo, una grabadora VHS modelo HR3300 de JVC costaba £ 680 en 1978, equivalente a £ 4,000 en 2020. En la década de 1980, el alquiler de equipos de recepción de televisión por satélite se convirtió en otra oportunidad para que la empresa complementara sus ingresos decrecientes.
A medida que los precios de los productos electrónicos cayeron y su confiabilidad mejoró, el comportamiento del consumidor cambió de alquilar a comprar artículos eléctricos. Este alejamiento del alquiler eventualmente resultó en el declive de esta cadena y otras. Granada compró Telefusion (una empresa de alquiler con sede en Blackpool) y DVR. Luego pasó a fusionarse con Robinson Rentals, trasladando la base de Granada de Sharston Road, Manchester, al edificio Robinson en Ampthill Road, Bedford . Los dos principales actores en este momento eran Granada TV Rental (GTVR) y Radio Rentals. Ambos estaban experimentando un declive en el negocio y en 2000 se fusionaron para formar Boxclever.
Red Arrow fue una de varias compañías experimentales lanzadas por el Grupo Granada de Sidney y Alex Bernstein y fue, además de Granada Cinemas y Granada Television, la más exitosa con diferencia. Otros incluyeron Green Arrow, arrendamiento de plantas y flores artificiales a empresas, y Black Arrow, arrendamiento de muebles y equipos de oficina. Esta empresa fue enajenada y no tiene conexión con ninguna otra empresa de nombre similar.

### Negocio de catering
Aparte de los medios de comunicación, la otra gran fortaleza de Granada estaba en el negocio de la restauración. Abrió su primera área de servicio de autopista en 1964 y estableció una cadena de áreas de servicio en toda la red de autopistas británica . Granada fue el primer operador de estaciones de servicio británico en alejarse de los restaurantes lujosos y en su lugar ofrecer un servicio básico pero más rápido. Pronto, todos los demás operadores asumieron esta idea. El brazo hotelero de Granada estuvo en su punto más fuerte en la década de 1990 bajo la presidencia del grupo de Gerry Robinson . En un momento, la empresa poseía y operaba el 75% de las áreas de servicio de las autopistas.  Se expandió a otras áreas de catering, incluida la más notable la adquisición en 1996 de Forte Group.  Esto incluyó al operador rival Welcome Break (luego vendido debido a las regulaciones), las cadenas de carretera Little Chef y Happy Eater , y los hoteles de Forte (incluidos Travelodge y Le Méridien ).
En julio de 2000, Granada se fusionó con Compass Group plc para formar Granada Compass plc , como parte de una estrategia para separar los intereses de los medios y la restauración de Granada.  La escisión tuvo lugar a principios de 2001, y el negocio de los medios se convirtió en Granada Ltd.  Las estaciones de servicio de las autopistas pronto fueron rebautizadas como Moto.

### Otros emprendimientos
- En la década de 1960, cuando el bingo estaba en su apogeo, Granada convirtió algunas de sus cadenas de cines en salas de bingo. Este negocio fue vendido a Bass en 1991 y fue renombrado como Gala Bingo .

Desde finales de los 80 hasta finales de los 90, Granada operó tres parques temáticos :
Camelot fue adquirido por Granada en 1986 junto con Park Hall Leisure. El parque cerca de Charnock Richard , Lancashire, tenía un tema medieval y presentaba una arena de justas. Fue vendido por Granada en 1998 y cerrado en 2012.
- - El American Adventure fue inaugurado por Granada en 1987 en Ilkeston , Derbyshire. El sitio había sido vendido por el Consejo del Condado de Derbyshire después de que un parque temático fallido llamado Britannia Park cerrara 10 semanas después de su apertura. El parque tuvo éxito durante varios años y era conocido por tener el canal de troncos más alto del Reino Unido. Granada vendió el parque en 1997 después de que su negocio comenzara a decaer; finalmente cerró a finales de 2006.
  - El Granada Studios Tour se inauguró en 1988. Se trataba de un parque temático de Granada Televisión que contaba con decorados, atrezzo y técnicas utilizadas por la compañía. En 1997, el parque ganó Skytrak Total , la primera montaña rusa voladora del mundo . El parque cerró al público en 1999 y por completo en 2001, durante las dificultades de la empresa con ITV Digital .
  - A partir de 1988, Granada abrió y operó una cadena de boleras bajo el nombre de GX Superbowl. En 1995, la cadena fue vendida a Allied Leisure.[15]
  - Granada compró la cadena de clubes nocturnos Madison de Taz Leisure Group en 1989.[16]
  - En 1983 se crea Granada Microcomputer Services para suministrar hardware informático a las empresas. Estos servicios se comercializaron originalmente como tiendas, pero luego se convirtieron en "centros de negocios". Este negocio fue vendido en 1987.
  - Granada se expandió a la publicación de libros en 1961, pero vendió el negocio en 1983. También eran propietarios de las editoriales Leckie y Leckie.

### Fusión con Carlton
En 2002, la especulación comenzó a centrarse en cuándo, no si, Carlton y Granada se fusionarían. En 2003 se acordó una fusión entre ambas sociedades, siendo los accionistas granadinos propietarios de dos tercios de la nueva sociedad.  En el primer informe anual de la nueva empresa, ITV plc , se admitió que la nueva empresa era en realidad una adquisición de Carlton por parte de Granada , que trataba a la empresa como una continuación efectiva de Granada plc (con la fusión de Carlton considerada como una adquisición) a efectos contables.
El nombre de Granada continúa como el nombre oficial de la región de ITV del noroeste y su programa de noticias regional en el aire Granada Reports y se usó para marcar las producciones de las empresas de ITV plc en canales distintos de los canales de la marca ITV en el Reino Unido hasta que fue reemplazado por la marca ITV Studios en 2009.

## Operaciones
En el momento de la fusión con Carlton Communications, Granada se dedicaba principalmente al negocio de la televisión. Era propietaria de siete empresas de ITV : Granada Television , London Weekend Television , Yorkshire Television , Tyne Tees Television , Meridian Broadcasting , Anglia Television y Border Television . También era propietaria del negocio de televisión de pago ITV Digital Channels Ltd , que en ese momento ofrecía dos canales, Men and Motors y Granada Plus .. Desde entonces, ITV plc tomó el control total de GSB y cerró el canal de archivo Plus a favor de ITV3. Granada también poseía el 50% de las acciones de ITV2 e ITV News Channel , y el 20% de las acciones de Independent Television News . También poseía el 45% de TV3 , Irlanda.
Charles Allen fue consejero delegado de Granada hasta el 2 de febrero de 2004, cuando pasó a ser consejero delegado de la recién creada ITV plc , cargo que ocupó hasta el 1 de octubre de 2006.